# Christian Storz (Politiker, 1865)

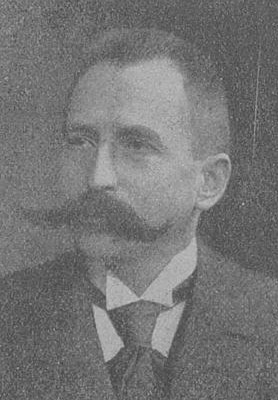
Christian Storz, um 1908

Christian Storz (* 8. Dezember 1865 in Tuttlingen; † 27. März 1943 in Günzburg) war ein deutscher Jurist, Politiker und Mitglied des Deutschen Reichstags. 

## Leben
Storz war der Sohn des Tuttlinger Stadtschultheißen und Landtagsabgeordneten Christian Storz. Er besuchte die Volks- und Lateinschule in Tuttlingen, das Gymnasium in Tübingen, die Universitäten Tübingen, München und Straßburg. Seit dem Wintersemester 1887/88 war er Mitglied der Studentenverbindung Lichtenstein Tübingen. Ab 1892 war er Rechtsanwalt und ab 1900 außerdem Sekretär der Handelskammer Heidenheim. Von 1899 bis 1903 war er Vorstand des Sängerclubs Heidenheim.
Er veröffentlichte die Schriften: Gedanken und Vorschläge über das süddeutsche Bahnsystem und Reisebriefe aus Westafrika und Beiträge zur Entwicklung der deutschen Kolonien Togo und Kamerun.
Von 1903 bis 1912 war er Mitglied des Deutschen Reichstags für den Wahlkreis Württemberg 14 (Ulm, Heidenheim, Geislingen) und die Deutsche Volkspartei. Weiter war er Mitglied der Württembergischen Landstände von 1906 bis 1913.